# Bellevalia densiflora
Bellevalia densiflora är en sparrisväxtart som beskrevs av Pierre Edmond Boissier. Bellevalia densiflora ingår i släktet Bellevalia och familjen sparrisväxter. Inga underarter finns listade i Catalogue of Life.